# HM Весов
HM Весов (лат. HM Librae), HD 137613 — одиночная переменная звезда в созвездии Весов на расстоянии приблизительно 3624 световых лет (около 1111 парсеков) от Солнца. Видимая звёздная величина звезды — от +7,63m до +7,42m.

## Характеристики
HM Весов — красная углеродная пульсирующая полуправильная переменная звезда (SR:) спектрального класса C. Эффективная температура — около 4755 К.